# Sveriges rymdminister
Rymdminister kallas det statsråd i Sveriges regering som ansvarar för frågor rörande rymden. Statsrådet är chef över rymdstyrelsen. 2010 övertog Utbildningsdepartementet rymdministerns portfölj från Näringsdepartementet. 

## Lista över Sveriges rymdministrar
| Namn | Namn                     | Tillträdde        | Avgick            | Politiskt parti    | Departement              | Informell titel                             |
| ---- | ------------------------ | ----------------- | ----------------- | ------------------ | ------------------------ | ------------------------------------------- |
|      | Maud Olofsson            | 6 oktober 2006    | 5 oktober 2010    | Centerpartiet      | Näringsdepartementet     | Näringsminister                             |
|      | Jan Björklund            | 5 oktober 2010    | 3 oktober 2014    | Folkpartiet        | Utbildningsdepartementet | Utbildningsminister                         |
|      | Helene Hellmark Knutsson | 3 oktober 2014    | 21 januari 2019   | Socialdemokraterna | Utbildningsdepartementet | Minister för högre utbildning och forskning |
|      | Matilda Ernkrans         | 21 januari 2019   | 30 november 2021  | Socialdemokraterna | Utbildningsdepartementet | Minister för högre utbildning och forskning |
|      | Anna Ekström             | 30 november 2021  | 18 oktober 2022   | Socialdemokraterna | Utbildningsdepartementet | Utbildningsminister                         |
|      | Mats Persson             | 18 oktober 2022   | 10 september 2024 | Liberalerna        | Utbildningsdepartementet | Utbildningsminister                         |
|      | Johan Pehrson            | 10 september 2024 | 28 juni 2025      | Liberalerna        | Utbildningsdepartementet | Utbildningsminister                         |
|      | Lotta Edholm             | 28 juni 2025      |                   | Liberalerna        | Utbildningsdepartementet | Gymnasie-, högskole- och forskningsminister |